# Patience Mutesi
Pour les articles homonymes, voir Mutesi.
Patience Mutesi, née en 1981 à Murang'a au Kenya, est une économiste et femme d'affaires rwandaise.
Elle est la directrice de la Banque populaire du Rwanda (en) (BPR PLC) depuis le 1er février 2023,.
Mutesi a été la directrice du compagni de Mark East au Rwanda depuis 2016,.

## Biographie
Mutesi est né au Kenya de parents rwandais, mais qui sont réfugiés au Kenya ,elle a déménagé en Ouganda où elle a étudié jusqu'à l'université. Elle a fréquenté la première année du lycée à Maryhill High School, située dans l'ouest de l'Ouganda, puis a poursuivi ses études à l'école de filles Nabisunsa, dans le centre de l'Ouganda. En 2001, elle a poursuivi ses études à l'Université Makerere de Kampala. Où elle obtient son baccalauréat en sciences économie quantitative en 2004,. En 2012, Mutesi a obtenu sa maitriser en administration des affaires à la Maastricht School of Management.

## Parcours
Mutesi a précédemment travaillé à Ecobank du Rwanda comme responsable des services bancaires aux entreprises, et a également occupé divers postes en tant que membre du conseil d'administration. Elle a été membre du conseil d'administration de la banque populaire du Rwanda (BPR), elle a également  fréquenté les autres companie come  MTN Rwanda, Rwanda Coopération Initiative (RCI) et du conseil consultatif de One Acre Fund-Rwanda,.